# 列支敦斯登的法蘭茲·約瑟夫
列支敦斯登的法蘭茲·約瑟夫（法語：Franz Josef Wenzel von und zu Liechtenstein，1962年11月19日—1991年2月28日），列支敦斯登親王法蘭茲·約瑟夫二世的幼子。